# پایگاه هوایی مارس جوینت ایر ریسرو
پایگاه هوایی مارس جوینت ایر ریسرو (به انگلیسی: March Joint Air Reserve Base) یک فرودگاه است. این فرودگاه در شهر ریورساید کشور ایالات متحده آمریکا قرار دارد. ستاد فرماندهی نیروی هوایی چهارم در این پایگاه قرار دارد.

## نگارخانه

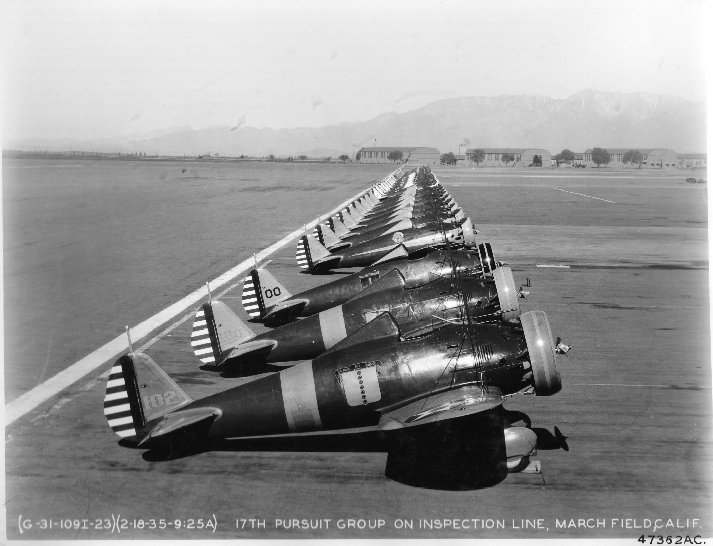
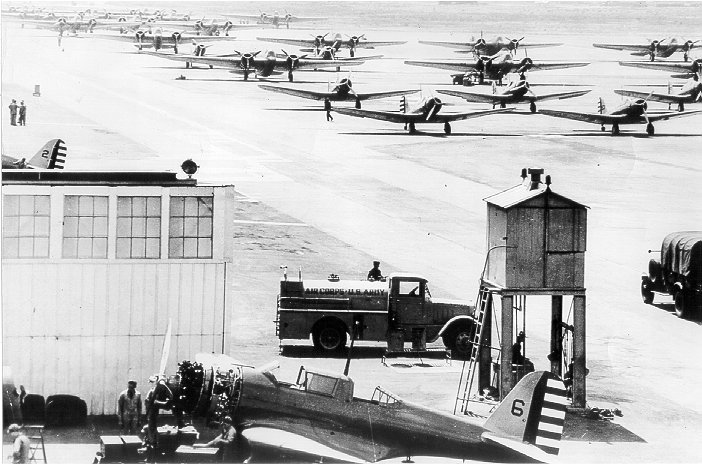
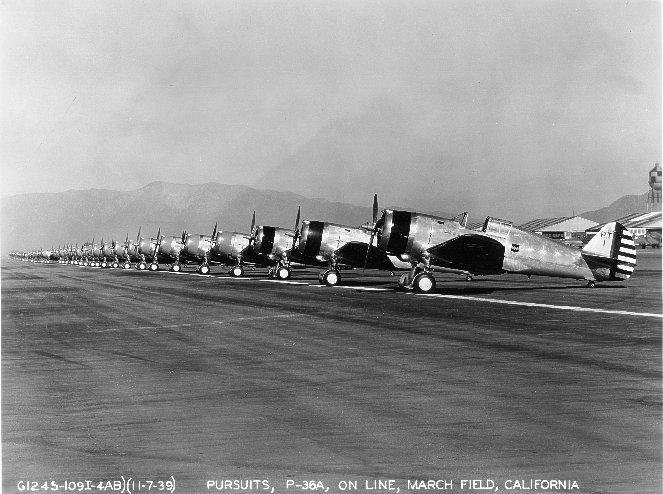